# 클레안드리다스
클레안드리다스(Κλεανδρίδας) 또는 클레안드리데스(Κλεανδρίδης, 기원전 485년경 - ???)는 고대 스파르타의 정치인으로 스파르타의 어린 왕 플레이스토아낙스의 고문이었다. 플레이스토아낙스의 아티카 침공 기간 동안 그의 통치 활동을 도왔다. 기원전 446년-445년 뇌물죄로 유죄 판결을 받고, 사형에 처했졌다. 그는 도망을 쳐서 망명을 선택했고, 이탈리아 남부의 투리에서 삶의 나머지 부분을 살았다. 플루타르코스에 따르면, 클레안드리데스와 플레이스토아낙스 모두 (기원전 446년-445년 사이에) 스파르타에서 추방되었는데, 아테네의 지도자 페리클레스로부터 아테네의 지역이었던 아티카에 대한 공격을 취소해달라고 받은 뇌물 때문으로 추정된다. 이후 플레이스토아낙스는 스파르타도 되돌아가지만, 궐석재판에서 사형 선고를 받은 클레안드리다스는 투리에서 되돌아오지 못했다.
그의 아들은 장군 길리포스이며, 시켈리아 원정에서 지대한 공을 세우며, 리산드로스의 신임을 얻었다. 그러나 그 역시 금융 스캔들에 연루되어, 궐석재판에서 사형선고를 받고 추방된다.